# 加来区
加来区（法語：arrondissement de Calais）是法国加来海峡省所辖的一个区。总面积572.71平方公里，总人口157786，人口密度276人/平方公里（2017年）。主要城镇为加来。

## 辖区
加莱区辖有52个市镇。